# 腹膜

凡例 :
1 : 横隔膜 - 2 : 肝臓 - 3 : 胃 - 4 : 膀胱 - 5 : 恥骨 - 6 : 膣 - 7 : 膵臓 - 8 : 十二指腸 - 9 : 横行結腸 - 10 : 小腸 - 11 : 子宮 - 12 : 直腸
腹膜腔

腹膜（ふくまく、英: peritoneum）は、胃や肝臓といった腹部の臓器の全体ないし一部をおおっている薄い半透明の膜である。腹膜は腹腔の中にあり、胸膜・心膜とともに漿膜に分類される。腹膜で囲まれた閉鎖空間を腹膜腔という。なお、腹膜腔と腹腔はもともと別のものであるが、両者が同義のものとして扱われることも多い。

## 概要
腹膜は外表面を覆う単一の中皮細胞層(mesothelium)と結合組織である中皮下層(submesothelial layer)より構成される。また腹膜は腹壁内面の壁側腹膜(parietal peritoneum)と臓器表面の臓側腹膜(visceral peritoneum)に区別されるが両者は連続しており、腹膜面の総面積は1.7～2.0 m2に達する。これは体表の表面積にほぼ等しい。腹膜腔には少量の漿液が含まれ臓器の運動の摩擦を防いでいる。臓側腹膜と壁側腹膜の移行部が長くなって二重膜をつくっているところは間膜と呼ばれ、臓器に出入りする血管・神経の通路となっており、器官や体壁への連絡路の役割を果たしている。

## 構造
腹膜は数多くの間膜に区分されているが、中でも大きいのは胃の周りにある大網と小網である。

### 大網
胃の下側（大弯）から下方へエプロンのように腸の前に垂れ下がった腹膜を大網という。特に大網の上部は胃結腸間膜(gastrocolic ligament)と呼ばれる。大網は発生のはじめには薄く半透明であるが、次第に膜の結合組織を走る血管を中心にして脂肪組織やリンパ球、形質細胞などが集まるため黄褐色を呈するようになる。大網は移動性が豊かであるので、炎症の原因となる個所を包んで腹腔内全体への波及を防いでいる。このため、大網がまだ十分発達していない小児では虫垂炎が破裂すると腹腔内に拡がりやすい。大網は脂肪の貯蔵にも関係している。

### 小網
肝臓の下面を覆う腹膜を小網といい、胃の上部（小弯）と十二指腸の始部へと続いている。胃に至る方を肝胃間膜(hepatogastric ligament)、十二指腸に至る方を肝十二指腸間膜(hepatoduodenal ligament)といい、前者は肝管や固有肝動脈などの、後者は左・右胃動静脈や迷走神経の胃枝・肝枝の通路となっており、局所解剖学上重要である。

## 発生
腹膜は発生のはじめにおいて、心膜・胸膜とともに体腔の内側を覆う中胚葉性の膜として出現する（つまり、最初は3つの膜に区別はない）。この膜でおおわれた部分は胚内体腔と呼ばれ、やがて連結していた胚外体腔と分離して体腔が形成される。その後、体腔は心膜胸膜や横隔膜によって分けられて3つの独立した体腔、すなわち心膜腔・胸膜腔・腹膜腔となる。

## 腹膜透析
最近、血液透析にかわる新しい透析方法として腹膜透析が行われている。これは、ブドウ糖などを入れて浸透圧を高めた透析液を腹膜内に入れ、体内の老廃物（尿素等）をこしとるというものである。このとき、腹膜が浸透膜の役割を果たしている。腹膜透析の一番の利点は病院に行かずに自宅・勤務先ででき生活の質を高く保てることであるが、腹膜の機能を下げるといった欠点もある。（→人工透析の項目を参照）

## 画像

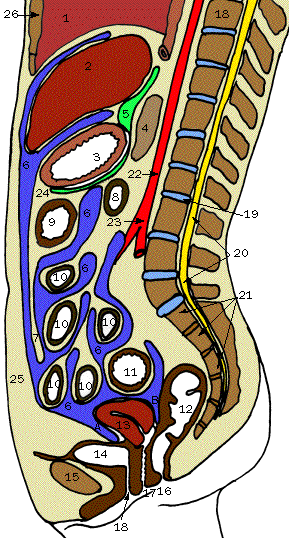
青い部分が腹膜腔
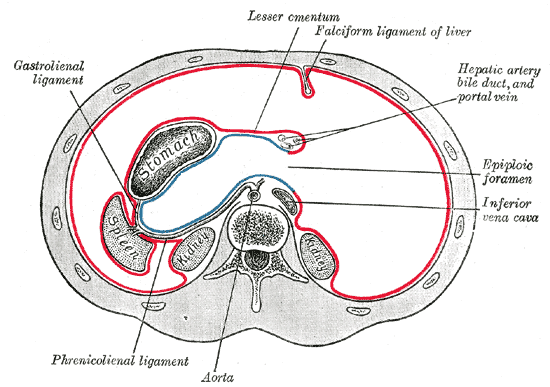
胃下部での横断面